# Trilasma ranchonuevo
Espèce
Trilasma ranchonuevo est une espèce d'opilions dyspnois de la famille des Nemastomatidae.

## Distribution
Cette espèce est endémique du Tamaulipas au Mexique. Elle se rencontre vers Rancho Nuevo.

## Description
Le mâle holotype mesure 2,7 mm.

## Systématique et taxinomie
Cette espèce a été décrite par Shear en 2010.

## Étymologie
Son nom d'espèce lui a été donné en référence au lieu de sa découverte, Rancho Nuevo.

## Publication originale
- Shear, 2010 : « New species and records of ortholasmatine harvestmen from México, Honduras, and the western United States (Opiliones, Nemastomatidae, Ortholasmatinae). » ZooKeys, vol. 52, p. 9–45.